# رون ريان
رون ريان هو مدرب رياضي كندي، ولد في 11 يوليو 1938 في ويلاند في كندا.

## وصلات خارجية
- رون ريان على موقع EliteProspects.com (الإنجليزية)
- رون ريان على موقع HockeyDB.com (الإنجليزية)